# Сумандара
Сумандара (тадж. Сумандара; прежде — Эбги) — деха́ (сельский населённый пункт) в Таджикабадском районе РРП Таджикистана. Входит в состав сельской общины (джамоата дехота) Лангаришо. Расстояние от села до центра района (пгт Таджикабад) — 28 км, до центра джамоата (село Лангаришо) — 8 км. Население — 683 человек (2017 г.), таджики. Население в основном занято сельским хозяйством (животноводство и растениводство). Земли орошаются главным образом водами горных источников.